# قرار مجلس الأمن التابع للأمم المتحدة رقم 336
قرار مجلس الأمن التابع للأمم المتحدة رقم 336، الذي اعتمد في 18 يوليو 1973، بعد دراسة طلب من باهاماس لعضوية الأمم المتحدة، أوصى المجلس الجمعية العامة بقبول عضوية باهاماس.